# Wojciech Zieliński (komentator sportowy)
Wojciech Janusz Zieliński (ur. 8 kwietnia 1944 w Wilnie, zm. 26 lipca 2008 w Gdańsku) – polski dziennikarz i komentator sportowy. Absolwent warszawskiej AWF.

## Kariera dziennikarska
Debiutował w TVP w dniu 29 czerwca 1969 roku w programie telewizyjnym pt. Rekreacja ludzi morza. W tymże roku wygrał konkurs zorganizowany przez TVP na komentatora sportowego. Komentował 10 olimpiad. Jako bezpośredni komentator wystąpił na olimpiadach w Montrealu, Moskwie, Barcelonie, Atlancie
Był propagatorem sportu, współzałożycielem fundacji Gloria Victis. Razem z Tomaszem Hopferem redagował program telewizyjny Bieg po zdrowie.
Jego głos najbardziej został zapamiętany podczas finałowego spotkania siatkarzy, w którym Polska pokonała po zaciętym spotkaniu ekipę ZSRR i zdobyła złoty medal olimpijski w siatkówce w Montrealu w 1976 roku.

## Śmierć

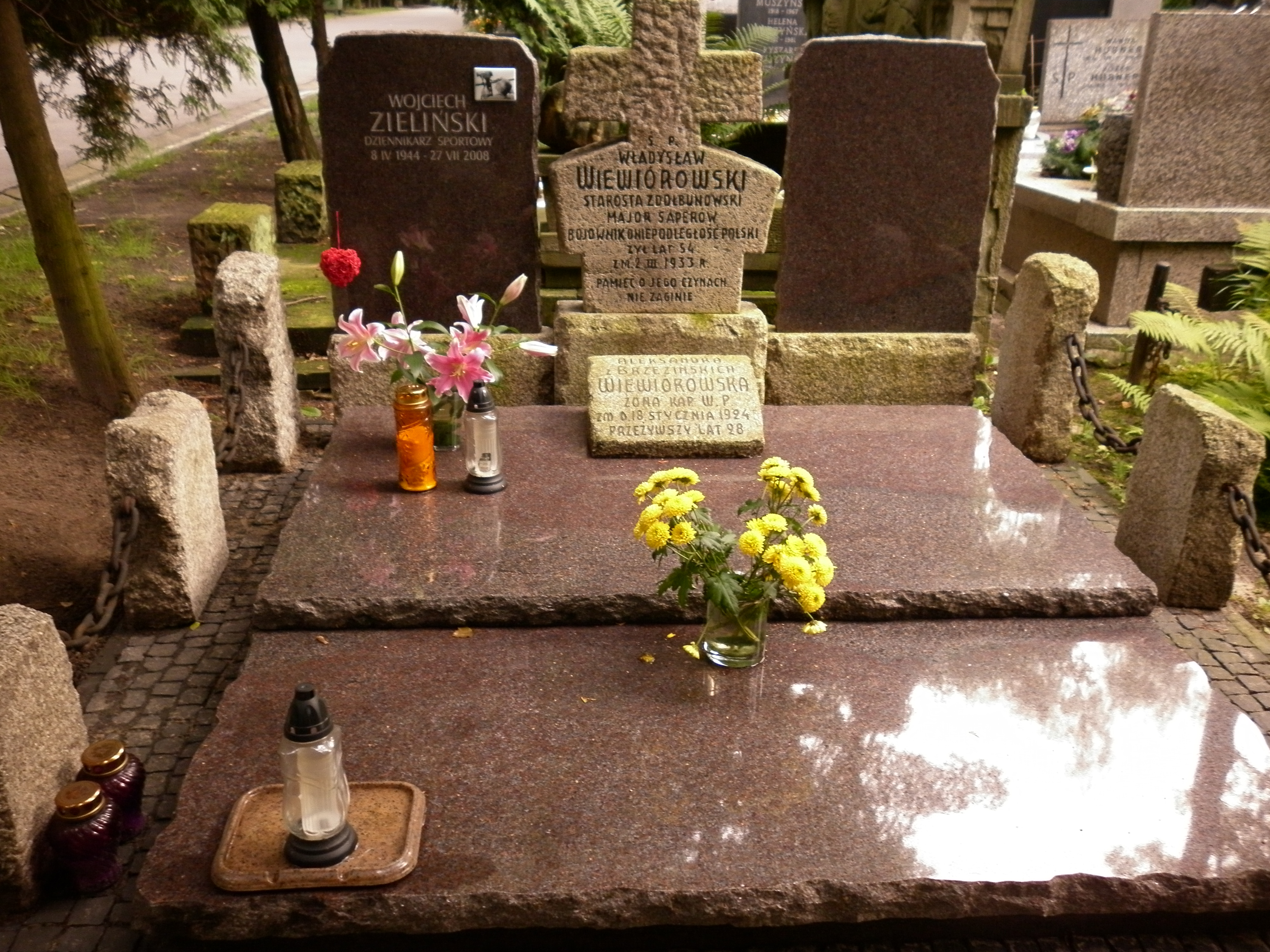
Grób Wojciecha Zielińskiego na Cmentarzu Wojskowym na Powązkach

Zmarł niespodziewanie w Gdańsku około godziny 23, gdzie pojechał na turniej siatkówki plażowej, aby komentować turniej FIVB Satellite Pomeranka Cup 2008. Zasłabł podczas tańca rock and rolla zorganizowanego przez organizatorów spotkania.
Został pochowany 5 sierpnia 2008 na cmentarzu Wojskowym na Powązkach (kwatera A12-7-1/2).